# Nadir of American race relations

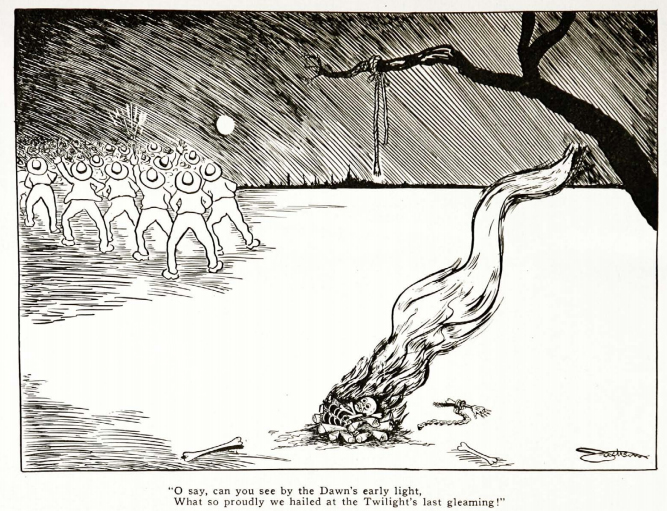
La crise, 1915

Le nadir of American race relations (terme anglophone signifiant : « Nadir des relations entre races américaines »)  fut une période la plus sombre de l'histoire du Sud des États-Unis d'Amérique, de la fin de la Reconstruction en 1877, jusqu'au début du XXe siècle, lorsque le racisme dans ce pays a été la pire des périodes suivant la Guerre de Sécession.